# Leptanthura muelleri
Leptanthura muelleri là một loài chân đều trong họ Leptanthuridae. Loài này được Negoescu miêu tả khoa học năm 1980.